# Phare arrière d'Abruka

Le phare arrière d'Abruka (en estonien : Abruka ülemine Tuletorn) est un phare situé sur l'île d'Abruka, au sud de la grande île de Saaremaa, appartenant à la commune de Kaarma dans le Comté de Saare, en Estonie. Il fonctionne conjointement avec le phare avant d'Abruka situé à 670 m devant lui, sur la plage.
Il est géré par l'Administration maritime estonienne ,.

## Histoire
Le premier phare à Abruka a été construit en 1897, une structure en bois, à base carrée, de 28 mètres de haut, avec deux galeries.
Le phare actuel a été construit en 1931, en remplacement de l'ancienne structure en bois. Le phare actuel a été conçu par l'ingénieur Ferdinand Adoff, et construit par Arronet et Boustedt. Le phare mesure 36 mètres de haut, mais seulement 2 mètres de diamètre. Dans les années 1970 il a été équipé d'un matériel électrique.

## Description
Le phare  est une tour circulaire et effilée en béton armé de 36 mètres de haut, avec une galerie et une lanterne. Le phare est peint en blanc avec trois anneaux noirs sur le tiers supérieur. Son feu isophase émet, à une hauteur focale de 38 mètres, un éclat blanc toutes les 4 secondes. Sa portée nominale est de 9 milles nautiques (environ 17 km).
Identifiant : ARLHS : EST-065 ; EVA-972 - Amirauté : C-3616.1 - NGA : 12660 .

## Caractéristique dufeu maritime
Fréquence : 4 secondes (W)
- Lumière : 2 secondes
- Obscurité : 2 secondes

|                             |
| Île Saaremaa (localisation) |

|                |
| Le phare avant |

|                |
| L'ancien phare |

### Lien connexe
- Liste des phares d'Estonie